# Riu Ekuku
El riu Ekuku és un petit riu de Guinea Equatorial (Àfrica). El riu també és conegut amb diversos noms locals, com a riu Cugu o riu Ekuko. A la seva vorera va créixer la ciutat de Bata.
El riu està situat a l'interior de la Regió Continental del país, dins la Província Litoral. Localitats properes al riu són Ekuko, Ekuku, Etiani i Matandiate. Al llarg d'aquest riu es van localitzar membres de la tribu Ndowe.